# Août 1951

## Évènements
- 1er août
  - Création de la compagnie aérienne japonaise Japan Airlines.
  - Les Anglais Cumming et Harvey, sur Canberra, tentent une liaison rapide Angleterre-Australie : ils atteignent Canberra après 25 h 27 min de vol (19 000 km).
- 2 août[1], République populaire de Pologne : arrestation de Władysław Gomułka exclu du Parti ouvrier unifié polonais en 1948.
- 4 août : premier vol à Toulouse par Yves Brunaud du Breguet Br.960 Vultur étudié et réalisé pour la Marine par l’équipe d’Edmond Allain.
- 4 - 11 aout : le 36e congrès mondial d’espéranto a lieu à Munich.
- 5 août : les Américains Rich H. Johnson, sur planeur Ross-Johnson immatriculé N3722C, établissent un record de distance en ligne droite de 861,272 km/h.
- 6 août : le Daily Express Trophy est remporté par H.M. Kendall dans la catégorie hommes et par Mrs Y.M. Grace chez les femmes, sur Taylorcraft Plus D.
- 7 août :
  - William Bridgeman établit un nouveau record de vitesse sur un Douglas Skyrocket à Mach 1,88 (1 992 km/h).
  - Premier vol du chasseur embarqué McDonnell XF3H-1 Demon de l'US Navy à Saint-Louis, dans le Missouri.
  - Une fusée sonde de haute altitude de type Viking, développée par le Naval Research Laboratory et lancée depuis le White Sands Proving Grounds, N.M., atteint une altitude de 217,7 km et une vitesse maximale de 6 600 km/h.
  - L’appareil de recherche supersonique de la Navy, le Douglas Skyrocket, piloté par le pilote d’essai de Douglas William B. Bridgeman, établit un record du monde de vitesse non officiel de 1 992 km/h au-dessus de Muroc, Californie.
- 11 août : début du deuxième gouvernement Pleven jusqu'au 7 janvier 1952.
- 13 août : premier vol du Morane-Saulnier MS.477.
- 15 août :
  - William Bridgeman établit un nouveau record d'altitude sur l’appareil de recherche supersonique Douglas Skyrocket de l'US Navy à 22 706 m.
  - British European Airways commence ses services de transport de marchandises avec des DC-3 dotés de turbopropulseurs Rolls Royce Dart.
- 17 août : l’Américain Fred J. Ascani, sur North American F-86E Sabre, établit un record de vitesse en circuit fermé de 100 km à 1 023,038 km/h.
- 18 août : lors des National Air Races, F.J. Ascani remporte le trophée Thompson à 1 011,791 km/h tandis que K. Compton s'adjuge le trophée Bendix à 891,192 km/h.
- 21 août : dans une lettre au Premier ministre iranien Mossadegh, le médiateur américain W. Averell Harriman soutient la proposition britannique pour résoudre le conflit pétrolier : participation de l’Iran à la direction des sociétés britanniques et partage des bénéfices. Il menace l’Iran d’une suppression de l’aide américaine si le gouvernement ne parvient à aucun accord avec la Grande-Bretagne.
- 22 août : le Canberra des Anglais Cumming et Harvey, parcourt le trajet de Melbourne à Sydney en 45 min.
- 23 août :
  - Le porte-avions Essex, vétéran de la Seconde Guerre mondiale et le premier des porte-avions convertis après-guerre à entrer en action, rejoint la Task Force 77 au large des côtes est de la Corée et lance pour la première fois ses appareils au combat. Lors de ce raid, des F2H-2 Banshee menés par des pilotes de la flottille VF-172 de l’U.S. Navy participent pour la première fois à un conflit armé.
  - Premier vol du Fouga CM.101 R, piloté par le Français L. Bourrieau.
- 24 août : premier vol du Fouga CM.88 R « Gémeaux », modifié, piloté par le Français L. Bourrieau.
- 25 août :
  - Premier vol du Morane-Saulnier MS.733.
  - Des F2H Banshee et des F9F Panther de l’Essex, opérant avec la Task Force 77 en mer du Japon, fournissent une escorte de chasse aux B-29 de l’US Air Force lors de missions de bombardement à haute altitude contre les gares de triage à Rashin vers l’extrême nord-est, près de la frontière de la Corée.
- 26 août :
  - Le Soviétique N. Golovanov, sur Yak-11 (sous-classe C1d), poids 2 382,273 kg, établit un record de vitesse sur 1 000 km de 442,289 km/h.
  - Le Handley Page HP.88 (prototype) se désintègre en vol. Son pilote, D. Bromfield, est tué.
- 28 août : le général Guillaume remplace le général Juin comme Résident général au Maroc.
- 31 août :
  - Un English Electric Canberra (bombardier à réaction britannique) établit un nouveau record en traversant l’Atlantique en 4 h et 19 min aux mains du Wing Commander R. P. Beaumont.
  - L’Anglais R. Belligham Prichett, sur Gloster Meteor Mk.8 WA820, établit les records de montée dont celui de montée à 12 000 m en 3 min 9,5 s.

## Naissances
- 3 août :
  - Hans Schlegel, spationaute allemand.
  - Marcel Dionne, joueur de hockey sur glace.
  - Jay North, acteur américain († 6 avril 2025).
- 10 août : Judy Wasylycia-Leis, homme politique.
- 12 août : Charles E. Brady, Jr., astronaute américain († 2006).
- 15 août : Bobby Caldwell, chanteur et guitariste de jazz américain († 14 mars 2023).
- 16 août : Irene Mathyssen, ancienne femme politique ontarien.
- 17 août :
  - Robert Joy, auteur canadien.
  - Javier Buendía, rejoneador espagnol.
- 19 août :
  - Jean-Luc Mélenchon, homme politique français.
  - John Deacon, bassiste du groupe Queen.
- 20 août : Greg Bear, auteur de romans fantastiques et de science-fiction († 19 novembre 2022).
- 24 août : 
  - Orson Scott Card, écrivain américain.
- 27 août : Luc Jalabert, rejoneador français († 27 mars 2018).
- 30 août : Gediminas Kirkilas, homme politique lituanien († 20 avril 2024).

## Décès
- 11 août : Albert Aubry, homme politique et résistant français (° 8 décembre 1892).
- 16 août : Louis Jouvet, acteur français (° 24 décembre 1887).
- 17 août : Hector Tiberghien, coureur cycliste belge (° 19 février 1888).
- 26 août : Bill Barilko, joueur de hockey sur glace.